# Tadeusz Chciuk
Tadeusz Chciuk, dit  Tadeusz Chciuk-Celt, né le 17 octobre 1916 et décédé le 10 avril 2001, a été durant la Seconde Guerre mondiale un courrier du Gouvernement polonais en exil, puis, après guerre, un journaliste à Radio Europe Libre.

## Biographie

### Jeunesse
Né dans une famille polonaise très pieuse à Drohobycz en Galicie (Empire austro-hongrois), il était le quatrième d’une fratrie de cinq enfants. Dans la Pologne reconstituée, il pratique assidûment le scoutisme à partir de 1927, activité qu’il poursuivra toute sa vie.
Après des études secondaires au lycée Jagiello de Drohobycz, il obtient en 1939 une maîtrise en droit à l’université Jan Kazimierz de Lwów. Très versé en musique il obtient également un certificat du Conservatoire Szymanowski de Lwów.

### Années de guerre
Après la défaite polonaise de 1939, il anime un groupe de scouts appelé Courriers blancs, qui fait évader vers la Hongrie des Polonais de la région de Lwów, annexée par les Soviétiques. Puis, il parvient en mai 1940 à rejoindre l’armée polonaise en France. Après la défaite française, il rejoint l’armée polonaise en Grande-Bretagne. Il suit alors une formation à l’école d’artillerie en Écosse, il en sort sous-lieutenant. Proche du gouvernement polonais en exil (il est membre du Parti paysan polonais, parti du Premier ministre), il est pressenti pour réaliser des missions en Pologne en tant que courrier.
Sélectionné comme Cichociemni, il suit un entraînement intensif sous la houlette du SOE, à la base Ringway de la RAF, près de Manchester.
- Opération Jacket : dans la nuit du 27 décembre 1941, il est parachuté sur la Pologne. Son pseudonyme pour cette mission est Celt, anagramme de ses initiales et de celles de sa fiancée Ewa Lovell. Sa mission est de recueillir pour le gouvernement en exil un état des lieux de la Pologne dans la clandestinité. Il rencontre des responsables du gouvernement clandestin et de l’Armia Krajowa. Il parvient à s’introduire dans le ghetto de Varsovie et en rapporte des descriptions horrifiées. Son retour au Royaume-Uni est une véritable épopée. Il traverse la Hongrie (il parle le hongrois et se fait passer pour l’abbé Andor Varga), la Croatie, la Suisse et arrive en France où il est pris en charge à Grenoble par une section locale du réseau Monica. Au cours de son transit vers l’Andorre, en décembre 1942, avec son escorte, le lieutenant Krzysztof Tutaj[1], il insiste pour aller rendre visite dans les geôles de la Gestapo de Toulouse à son frère Andrzej[2]. K.Tutaj l’accompagne jusqu’à Ax-les-Thermes où il organise le passage en Andorre. Sa traversée de l’Espagne s’avère délicate : arrêté par la police franquiste, il est interné à Gérone, puis transféré au camp de concentration de Miranda de Ebro. Il s’évade de Miranda et arrive à Gibraltar, d’où il est acheminé en Grande-Bretagne par avion. Il ne parvient en Angleterre qu’en juin 1943, peu de temps avant la mort tragique du général Sikorski. À son retour, il fait son rapport aux autorités militaires polonaises et britanniques. Il fut l’un des premiers agents à revenir de Pologne avec des informations de première main, notamment sur l’extermination systématique de la population juive. Cette mission lui valut la Virtuti Militari, haute distinction militaire polonaise.

- Opération Salamander : Après quelques mois passés à la station de radio Świt qui émettait vers la Pologne, Tadeusz Chciuk est convoqué par le Premier ministre polonais Stanisław Mikołajczyk pour effectuer une seconde mission en Pologne en tant qu’émissaire personnel de ce dernier. Son nom de code était Sulima, mais il conserva celui de Celt déjà utilisé lors de sa première mission. Il décolle dans un avion de la RAF de la base de Brindisi le 3 avril 1944. Sa mission est double : en premier lieu, informer les dirigeants de l’état clandestin des résultats de la Conférence de Téhéran, très défavorables à la Pologne et de l’urgence de parvenir à un accord diplomatique avec les Soviétiques et, ensuite, de veiller à la sécurité du Dr Retinger (nom de code Salamander), conseiller politique, qui sautait pour la première fois à l’âge de 56 ans. Ils furent rapatriés par Dakota vers Brindisi, après de délicates manœuvres de décollage, le 26 juillet 1944, quelques jours avant le déclenchement de l’Insurrection de Varsovie. Cette opération de retour, baptisée Wildhorn III, eut un autre objectif majeur : ramener aux Alliés la plupart des éléments d’une fusée V2 tombés intacts entre les mains de la résistance polonaise.

Il est considéré comme l'un des rares Cichociemni à avoir été parachuté deux fois sur la Pologne occupée et à être "rentré à la base".

### L’après-guerre
Tadeusz Chciuk-Celt est envoyé en Pologne en décembre 1945 en tant que secrétaire de la mission de démobilisation, en compagnie du Dr Retinger, chef de la mission. La mission distribua plusieurs tonnes d’équipements provenant des surplus militaires américains et britanniques. Il épouse à Cracovie le 19 décembre 1945 sa fiancée Ewa Lovell. Ils sont tous deux arrêtés par la Sécurité d’état en avril 1946 et détenus plusieurs mois, jusqu’à l’intervention personnelle de Stanislaw Mikolajczyk qui les fit libérer.
Il travaille alors à Cracovie pour le Parti paysan polonais, jusqu’au début de la répression par les autorités communistes. Le couple s’enfuit de Pologne en septembre 1948, avec une petite fille dans les bras, Aleksandra, pour un exil de 43 ans. De nombreux collègues et amis passèrent les huit années suivantes en prison.
Après un séjour dans un camp de réfugiés en Autriche, le couple se rend finalement à Paris où il retrouve l’ancien lieutenant Krzysztof Tutaj, resté en France à la fin de la guerre. S’ensuivent trois années de misère. Ewa, francophone, termine des études à la Sorbonne et donne naissance à un second enfant, Luc. Tadeusz travaille pour le Parti paysan polonais en exil et vit de « petits boulots ».
En 1952, Tadeusz Chciuk-Celt est recruté pour fonder la section polonaise de Radio Europe Libre, basée à Munich et émettant à destination des pays derrière le « rideau de fer ». Sous le pseudonyme de Michal Lasota, il est rédacteur et commentateur, notamment dans les domaines ruraux et agricoles.
La famille demeure à Munich, s’agrandit de deux enfants et se voit octroyer la citoyenneté américaine. Lorsqu’il prend sa retraite en 1983, Tadeusz Chciuk-Celt est directeur adjoint du bureau polonais de la station. Il continue ses activités de scoutisme (notamment en organisant des camps pour l’émigration polonaise en France). Il œuvre pour le PPP, dont il devient le dernier président en exil jusqu’à la réunification du parti en Pologne en 1991.

### Retraite d’écrivain
Tadeusz Chciuk-Celt a écrit en anglais dès 1945 un récit de l’Opération Salamander, By Parachute to Warsaw. Témoin oculaire des conditions en Pologne occupée en avril-juillet 1944. Édité à Londres par Dorothy Crisp & Co Ltd.
Après sa retraite, il reste à Munich et écrit plusieurs récits en polonais.
- Białi Kurierzy ("Courriers blancs”) décrivant ses activités au début de la guerre et sa première mission Opération Jacket.
- Koncert ("Concerto pour quatre pistolets") récit des premiers jours de l’Opération "Jacket," et un dramatique échange de tirs avec les Allemands.
- Raport z Podziemia 1942 ("Report sur la clandestinité 1942") décrit l’état de la clandestinité et ses propres aventures.
- Raport z Podziemia 1944—Z Retingerem do Warszawy i z Powrotem récit de l’Opération “Salamander" et de son action avec le Dr. Retinger. Traduit en anglais et édité chez McFarland Publishing Co. en juin 2013 sous le titre Parachuting into Poland, 1944 -- Memoir of a Secret Mission with Józef Retinger.

Tadeusz Chciuk-Celt meurt à Munich le 10 avril 2001, âgé de 84 ans.
Il est déclaré Héros National de la Pologne et ses obsèques avec honneurs militaires sont célébrées à Varsovie le 28 mai 2001. Sept ans plus tard, le 5 septembre 2008, Tadeusz reçoit à titre posthume la Croix avec étoile de Commandeur de l’Ordre Polonia Restituta.

### Pseudonymes
Au cours de sa carrière, T.Chciuk fut amené à endosser plusieurs identités et à utiliser plusieurs pseudonymes :
- Père Andor Varga
- Aspirant Władysław Mleczko
- Marek Celt
- Sulima
- Michał Lasota

## Sources
- (en) Cet article est partiellement ou en totalité issu de l’article de Wikipédia en anglais intitulé « Tadeusz Chciuk-Celt » (voir la liste des auteurs).

1. ↑  Białi Kurierzy, p.326
2. ↑  Białi Kurierzy, p.330
3. ↑  Białi Kurierzy, p.335